# Reginald Godden
Reginald Godden   (Royal Tunbridge Wells, 18 de setembre de 1905 - Burlington, 25 de març de 1987) va ser pianista i educador musical canadenc nascut a Anglaterra.
La família de Godden va emigrar al Canadà el 1906 i es va establir a Allendale, on va rebre classes de piano i va treballar com a pianista de cinema mut del 1919 al 1928. Del 1925 al 1929 va prendre classes d'orgue amb Healey Willan a Toronto, des del 1928 va ser estudiant de piano d'Ernest Seitz. Del 1928 al 1949 i de nou a partir del 1969 va ensenyar al Conservatori Superior de Música de Toronto (després al Conservatori Reial de Música). Del 1948 al 1953 va ser director del Conservatori Hamilton, del 1973 al 1978 va ensenyar a la Universitat de York. Entre els seus estudiants hi havia Alfred Kunz, Walter MacNutt, Phyllis Mailing, Earle Moss, Kenneth Peacock, Eldon Rathburn i Harry Somers.
A la dècada de 1930 Godden va formar un duo de piano amb Scott Malcolm, amb qui va col·laborar, entre altres coses. va actuar a Toronto, Nova York i Londres. A partir de 1940 va estudiar durant cinc anys amb l'alumne de Debussy, E. Robert Schmitz, i va començar la seva carrera com a solista de piano. Ha presentat estrenes canadenques de composicions per a piano de Serguei Prokófiev, Dmitri Xostakóvitx i Aaron Copland i estrenes d'obres de compositors canadencs com Harry Somers i John Weinzweig.
El 1956 va tocar la primera interpretació completa canadenca de les sonates per a piano de Ludwig van Beethoven i el mateix any va estrenar el segon concert de piano de Somers amb la CBC Symphony Orchestra sota la direcció de Victor Feldbrill. Del 1958 al 1966 Godden va viure a San Francisco, on va tractar en particular les composicions de Johann Sebastian Bach.
El 1966 va escriure la reducció del piano per a l'òpera Louis Riel de Somers en preparació de l'estrena, que va tenir lloc el 1967. El 1977 va interpretar els Études de Claude Debussy (publicat com LP el mateix any), el 1978 el cicle Ludus tonalis de Paul Hindemith. En col·laboració amb el musicòleg Austin Clarkson, es van crear les memòries de Godden, que van aparèixer el 1986 amb el títol de Reginald Godden Plays.